# Вайтенгаген
Вайтенгаген (нім. Weitenhagen) — громада в Німеччині, розташована в землі Мекленбург-Передня Померанія. Входить до складу району Передня Померанія-Грайфсвальд. Складова частина об'єднання громад Ландгаген.
Площа — 21,02 км2. Населення становить 2020 ос. (станом на 31 грудня 2020).

## Галерея

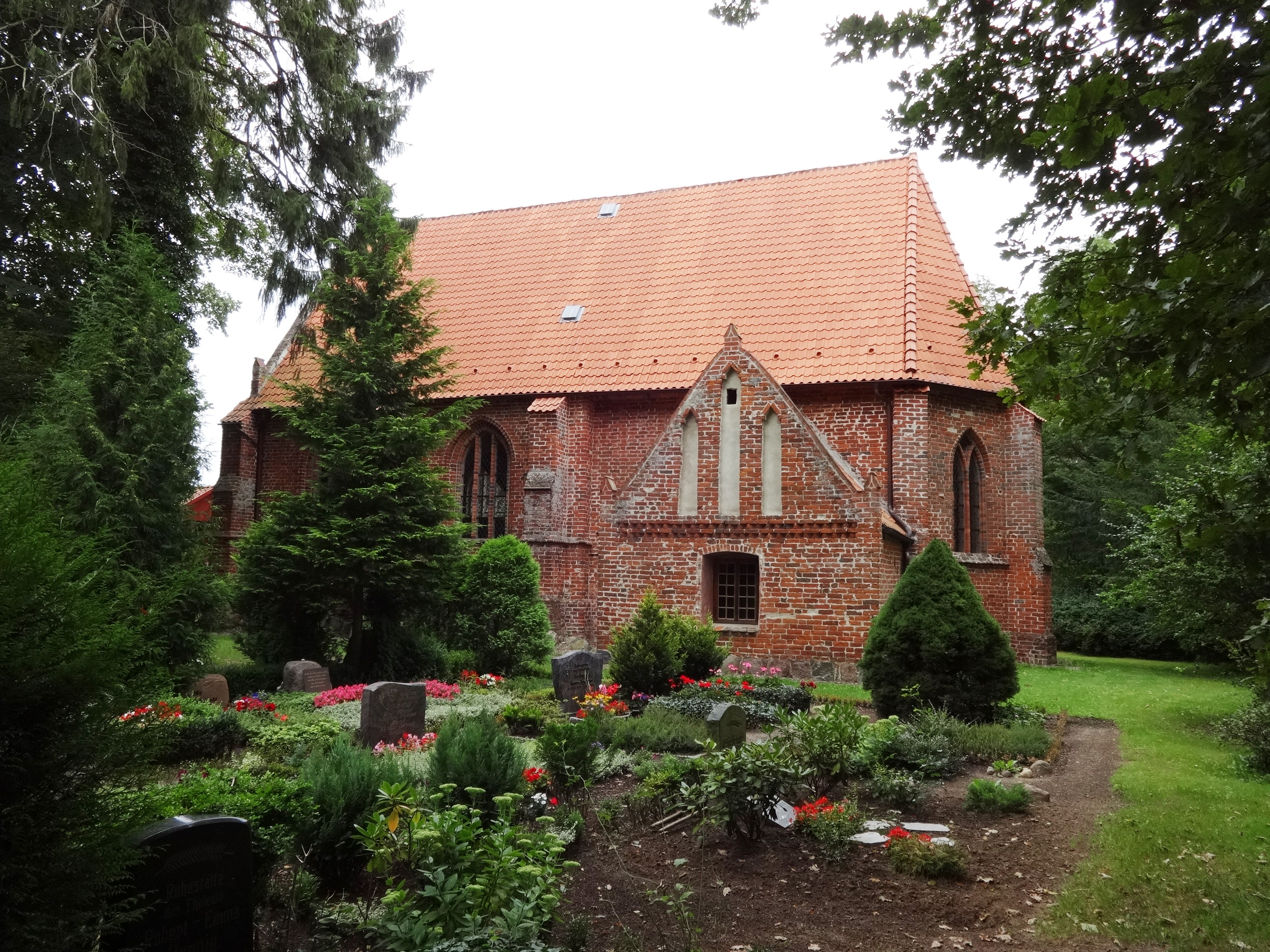
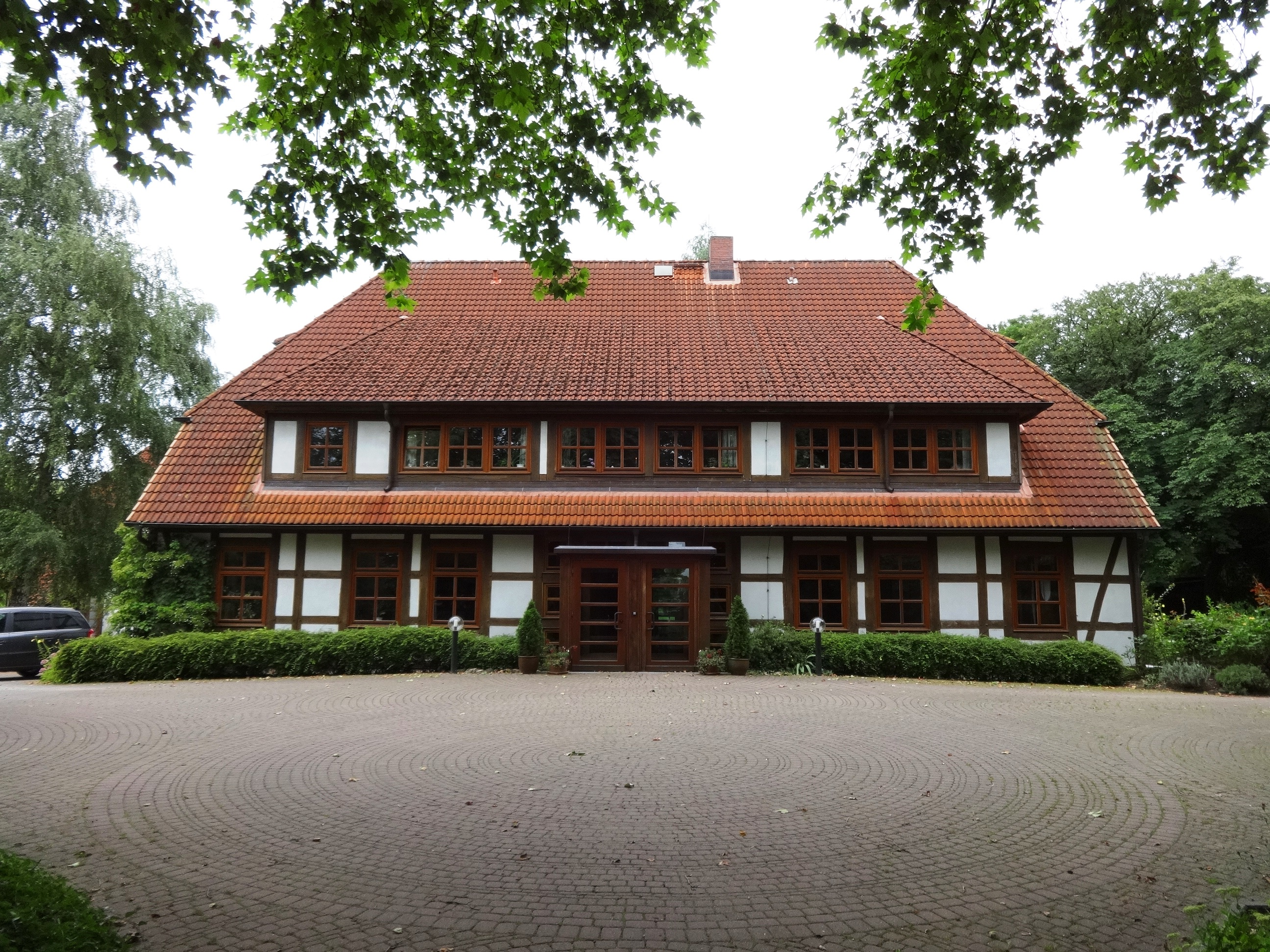